# Trigonodera aurosericea
Trigonodera aurosericea is een keversoort uit de familie waaierkevers (Rhipiphoridae). De wetenschappelijke naam van de soort is voor het eerst geldig gepubliceerd in 1941 door Gressitt.